# Фирсанова, Вера Ивановна
Ве́ра Ива́новна Фирса́нова (в 1-м браке — Воронина, во 2-м браке — Ганецкая) (1862, Москва — 1934, Париж) — крупная московская домовладелица, предпринимательница и меценатка.

## Биография
Вера была единственным ребёнком в семье крупного московского предпринимателя Ивана Григорьевича Фирсанова. Отец выдал Веру за В. П. Воронина, служившего в Учётном банке, где предприниматель хранил свои сбережения. Воронин держал молодую жену взаперти, отличался удивительной скупостью.
После смерти отца Вера Ивановна получила огромное наследство, возглавила семейное дело и развелась с мужем, уплатив ему миллион рублей за принятие им на себя вины. В 1881 году В. И. Фирсанова вошла в распорядительный комитет Московского попечительского общества. В 1883 году на деньги Фирсановой архитектором М. А. Арсеньевым был построен четырёхэтажный «Дом для вдов и сирот» (Электрический переулок, д. 5), который она передала в дар Комитету братолюбивого общества, находившемуся под патронажем императрицы. Принадлежащую ей деревню Середниково  Фирсанова превращает в подмосковный культурный центр: здесь давали концерты певец Фёдор Шаляпин, композиторы Сергей Рахманинов и Георгий Конюс, бывали художники Валентин Серов и Константин Юон. В 1893 году на деньги и по ходатайству Фирсановой рядом с имением был открыт полустанок Николаевской железной дороги (в настоящее время платформа «Фирсановская»).
Вскоре Вера Ивановна во второй раз вышла замуж за Алексея Ганецкого — сына прославленного генерала, участника Крымской войны Н. С. Ганецкого.
На деньги В. И. Фирсановой по проекту архитекторов Б. В. Фрейденберга и С. М. Калугина были построены новые Сандуновские бани и Петровский пассаж (в момент открытия получил название Фирсановского пассажа).
После революции В. И. Ганецкой была отведена одна комната в коммунальной квартире в доме на Арбате, который ранее целиком принадлежал ей. В последние годы Фирсанова работала гримёршей в одном из московских театров. В 1928 году Шаляпин подготовил и переправил в Москву необходимые документы и деньги для выезда Веры Ивановны в Париж.
В. И. Фирсанова скончалась в 1934 году в Париже.